# バクー・トビリシ・ジェイハンパイプライン
バクー・トビリシ・ジェイハンパイプライン（BTCパイプライン、アゼルバイジャン語:Bakı–Tbilisi–Ceyhan neft kəməri、ジョージア語:ბაქო-თბილისი-ჯეიჰანის ნავთობსადენი、トルコ語:Bakü-Tiflis-Ceyhan Petrol Boru Hattı）は、カスピ海のアゼリ・チラグ・グネシュリ油田（ACG油田、en:Chirag oil field: Early Oil Projectを含む）から地中海までを結ぶ全長1,768キロメートルの原油パイプライン。アゼルバイジャンの首都バクーから発し、ジョージアの首都トビリシを通り、トルコの地中海沿岸南東部に位置する港ジェイハンへ抜ける。これはドルジバパイプラインに次いで世界第2位の規模の石油パイプラインである。

## 歴史

### 計画
カスピ海の底には世界最大規模の油田およびガス田が存在する。しかしカスピ海は陸によって囲まれているため、石油の西側市場への輸送は簡単な問題ではない。ソビエト時代には、カスピ海地域からのあらゆる輸送路はロシアを経由するものだった。
ソビエト連邦の崩壊によって、新たな輸送路が模索されるようになった。ロシアは新パイプラインはロシア領を通過すべきだと主張し、参加を拒否した。イランを通ってペルシャ湾に至るパイプラインが地理的に最も短く、採算性に優れていたが、イランは様々な理由から西側諸国にとって望ましくないパートナーだと考えられた。その神政的な政府や、原子力計画 (Nuclear program of Iran) 、イランでのアメリカ企業の投資を大きく制限するアメリカによる経済制裁、などが懸念された。
1992年の春にトルコ共和国首相スュレイマン・デミレルが中央アジア諸国とアゼルバイジャンに対してトルコを通過するパイプラインの提案をした。その後、BTCパイプラインの建設についての最初の文書が1993年5月9日にアンカラでアゼルバイジャンとトルコのあいだで調印された。
トルコルートを選んだということは、ジョージアとアルメニアのどちらかを経由するということを意味していた。アルメニア人ジェノサイドをトルコが認めていない問題や、ナゴルノ・カラバフをめぐってのアルメニアとアゼルバイジャンの軍事衝突などの地域的緊張があり、アルメニアを経由する路は政治的に不都合であった。このため、アゼルバイジャンからジョージアをトルコへと抜ける回り道が、他の選択肢より長距離で経済的には劣っているが、政治的には主要関係国にとって、もっとも好都合だということになった。
1998年10月29日に、アゼルバイジャン大統領ヘイダル・アリエフ、ジョージア大統領エドゥアルド・シェワルナゼ、カザフスタン大統領ヌルスルタン・ナザルバエフ、トルコ大統領スュレイマン・デミレル、ウズベキスタン大統領イスラム・カリモフによってアンカラ宣言が採択され、BTCパイプラインプロジェクトは勢いを得た。この宣言にはBTCパイプラインへの強い支持を表明したアメリカ合衆国エネルギー長官ビル・リチャードソンも立ち会っていた。欧州安全保障協力機構 (OSCE) の会談中の1999年11月18日にイスタンブールでアゼルバイジャン、ジョージア、トルコの間でBTCパイプラインを支持する政府間合意が調印された。

### 建設
パイプラインの操業会社として Baku-Tbilisi-Ceyhan Pipeline Company (BTC Co.) が2002年8月1日にロンドンでの文書調印式のなかで設立された。2002年9月18日にパイプラインの建設開始を祝う式典がアゼルバイジャンのサンガチャル・ターミナルで催された。工事は2003年4月に始まり、2005年に完了した。アゼルバイジャン部分はギリシャの Consolidated Contractors International が建設し、ジョージア部分はフランスの Spie Capag とアメリカの Petrofac International による合弁事業で建設され、トルコ部分は同国の BOTAŞ が担当した。アメリカのベクテルがエンジニアリング・調達・建設工事の主要な請負業者を務めた。

### 完工
公式な竣工式はあわせて3つ開催された。2005年5月25日、アゼルバイジャン共和国大統領イルハム・アリエフ、ジョージア大統領ミヘイル・サアカシュヴィリ、トルコ共和国大統領アフメト・ネジデト・セゼルおよびカザフスタン大統領ヌルスルタン・ナザルバエフによって、アメリカ合衆国エネルギー長官サミュエル・ボドマン同席のもと、サンガチャル・ターミナルでBTCパイプラインは落成された 。ジョージア部分の竣工式は2005年10月12日に Gardabani 近くのポンプステーションで大統領ミヘイル・サアカシュヴィリによって主催された。ジェイハン出荷基地での竣工式は2006年7月13日に行われた。
2005年5月10日にバクーから初めて送り出された原油が、1,770キロメートルを経て2006年5月28日にジェイハンに到達した。最初の原油がジェイハン出荷基地 (Haydar Aliyev Terminal, ヘイダル・アリエフターミナル) で "British Hawtharne" という名の船に荷積みされた。このタンカーはおよそ600,000バレル (95,000 m3) の原油を積んで6月4日に出港した。これはアゼルバイジャンの石油をBTCパイプラインを通して世界市場へと輸出するスタートとなった。

## パイプラインの詳細

### 経路

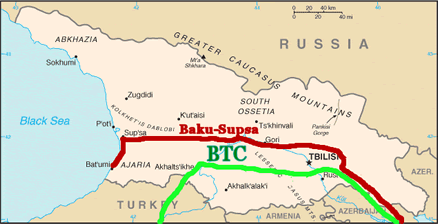
ジョージアを通過するバクー・スプサおよびバクー・トビリシ・ジェイハンパイプラインの経路

パイプラインはアゼルバイジャンのバクー近くのサンガチャル・ターミナルから始まる。パイプラインはアゼルバイジャン、ジョージア、トルコを通り、ジェイハンに達する。終着地はトルコの地中海沿岸南東部にあるジェイハン海上ターミナル（ヘイダル・アリエフターミナル）。全長の1768 km のうち、443 km がアゼルバイジャン、249 km がジョージア、1076 km がトルコにある。いくつもの山岳地帯を通過し、最高のものはカフカース山脈で標高2,830メートルになる。また、3000もの道路・鉄道・配管と地上および地下で交差し、幅500メートルのジェイハン川を含む1500の水路を渡る。パイプラインは幅8メートルの回廊を通り、全長にわたって地下1メートル以下に埋められている。BTCパイプラインとは並行に、サンガチャル・ターミナルからトルコのエルズルムまで天然ガスを輸送するサウス・コーカサスパイプライン（バクー・トビリシ・エルズルムパイプライン）が走っている。サルズ - ジェイハン間ではサムスン・ジェイハンパイプラインが同じ回廊を共有する。

### 技術的な特徴
BTCパイプラインは40年の寿命を見積もっている。通常の能力で運転すれば（2008年以降）、毎日100万バレル (160,000 m3) の石油を輸出し、100万バレルが端から端まで移動するのには10日間かかる。パイプラインは石油10百万バレル (1,600,000 m3) の容量があり、石油はパイプライン中を毎秒2メートルで流れる。全経路を通して8つのポンプステーションがある（アゼルバイジャンに2つ、ジョージアに2つ、トルコに4つ）。プロジェクトにはさらに、ジェイハン海上ターミナル、2つの中間ピグステーション、1つの減圧ステーション、101の小型ブロック弁、が含まれる。パイプラインは各12メートルの管が15万個結合してできており、溶接部は22万箇所にのぼる。これは総重量が約655,000米トン (594,000メートルトン) になる。パイプラインは多くの部分で口径1,070ミリメートル (42インチ) であり、ジェイハン近くで最も狭い865ミリ (34インチ) となり、最大は1,168ミリメートル (46インチ) である。パイプ壁厚は8.74から23.80ミリメートル。

### 費用と資金調達
パイプラインの建設費用は39億米ドルであり、これは当初の見積もりの29億米ドルより3割ほど高い。これに財務費やパイプラインの原油充填費などを含めた総費用は不明であるが、当初の見積もりでは約36億米ドルであった。パイプラインの建設工事によって10,000の短期雇用が生み出され、パイプラインの運用にはさらに1,000の長期労働者が40年間にわたって必要となる。BTCパイプラインの費用の7割は、世界銀行グループの国際金融公社、欧州復興開発銀行、7か国の輸出信用機関、15の民間銀行からなる銀行団、などの第三者機関から資金供給されている。

### 原油の供給元
BTCパイプラインはカスピ海にあるアゼルバイジャンのアゼリ・チラグ・グネシュリ油田（ACG油田）から、サンガチャル・ターミナルを通して、原油が供給されている。さらに、カザフスタンのカシャガン油田などの中央アジアの油田からも供給を受けることが可能である。カザフスタン共和国政府は同国アクタウの港とバクー、すなわちBTCパイプラインを結ぶカスピ海横断石油パイプライン (Trans-Caspian Oil Pipeline) の建設を追求していると発表した。しかしながら、ロシアとイランがこの計画に反対しているため、カスピ海を渡るタンカーによって石油供給を開始した。

### イスラエルを経由した積み替えの可能性
イスラエルを縦断するトランス・イスラエルパイプライン (Trans-Israel pipeline) （TIPライン、アシュケロン・エイラートパイプライン）およびアシュケロンとエイラートの石油ターミナルを経由して、アジアのより東へとBTCパイプラインの石油を運ぶ計画が提案されている。

## パイプラインの株主
BTCパイプラインは、運営者であるBP（以前のブリティッシュ・ペトロリアム）の主導するコンソーシアムによって所有されている。コンソーシアムが設立した操業会社 BTC Co. の株主構成を以下に示す。
| 株主               | 国               | 保有率 |
| ------------------ | ---------------- | ------ |
| BP                 | イギリス         | 30.1%  |
| SOCAR              | アゼルバイジャン | 25.00% |
| シェブロン         | アメリカ合衆国   | 8.90%  |
| スタトイルハイドロ | ノルウェー       | 8.71%  |
| TPAO               | トルコ           | 6.53%  |
| ENI/アジップ       | イタリア         | 5.00%  |
| トタル             | フランス         | 5.00%  |
| 伊藤忠商事         | 日本             | 3.40%  |
| 国際石油開発       | 日本             | 2.50%  |
| コノコフィリップス | アメリカ合衆国   | 2.50%  |
| アメレーダ・ヘス   | アメリカ合衆国   | 2.36%  |

## 論争

### 政治
その完成前ですら、BTCパイプラインは世界の石油政治 (Petroleum politics) に影響を与えていた。以前はロシアの裏庭とみなされていた南カフカースが、今では大きな戦略的重要性をもった地域となった。その結果、アメリカおよびその他の西側諸国は石油が通る3国の問題により密接に関与するようになった。これを非民主的な指導者への不健全な依存につながるものだとして、西側諸国の南カフカースへの過度の関与を批判するものもいる。この地域の国々自身は、この関与を地域でのロシアおよびイランの経済的・軍事的権勢と平衡するものとして利用しようとしている。同様に、ロシア人専門家はこのパイプラインはカフカースにおけるロシアの影響力を弱めることを狙ったものだと主張している。ロシア連邦議会外交委員会委員長コンスタンチン・コサチェフは、アメリカなどの西側諸国がBTCパイプラインの通過地域の不安定性を口実にカフカースに兵を駐留させることを狙っていると発言した。
BTCパイプラインはまた、世界の東と西をつなぐエネルギー回廊の重要な一部を構成し、トルコにより大きな地政学的重要性を与える。また、ジョージアにとってはロシアの影響からの独立性を高める。プロジェクトの立案者および提唱者の一人である、元ジョージア大統領エドゥアルド・シェワルナゼは、ジョージア領土を通過するこのパイプラインの建設をジョージアの将来にわたっての経済的および政治的な安全と安定性に対する保証だと捉えている。この捉え方は後継のミヘイル・サアカシュヴィリも完全に共有している。「ジョージアのあらゆる戦略的契約、特にこのカスピ海パイプラインの契約はジョージア国家の生き残りの問題である」とサアカシュヴィリは2003年11月26日に発言した。

### 経済
BTCパイプラインによって中東の石油へのアメリカなど西側諸国の依存が緩和されると宣伝するものもいるが、最初の段階では全世界の需要の1パーセントを供給するのみであり、現実には中東の石油への世界的な依存を変えることはない。
しかしながら、このパイプラインは世界的な石油供給を多様化させ、他地域の石油供給に問題がおこる可能性を考慮すると、供給の確実性をかなり高めることになる。BTCパイプラインを批判する者たち、とりわけロシアは、パイプラインの経済的魅力については懐疑的で、政治的なものが動機であろうと考えている。
BTCパイプラインの建設はホスト国の経済に大きく貢献した。BTCパイプラインがアゼルバイジャン産石油の主要な輸出経路として完成し、稼動を開始した2007年の前期には、アゼルバイジャンの実質GDPの伸びは35パーセントを記録した。また、莫大な通過料がジョージアとトルコにもたらされた。ジョージアの場合、通過料は毎年平均で6250万米ドルになると予想されている。トルコはパイプラインの稼動初期には毎年約2億ドルの通過料を得ると予想されており、17年目から40年目にかけては毎年2億9千万ドルにまで増加する可能性もある。トルコは東部アナトリアでの経済活動の増加という利益も得ており、特に、1991年の湾岸戦争以来、大きく活動を減らしていたジェイハン港の重要性が高まっている。ボスポラス海峡での石油タンカーの通航量を減少させ、イスタンブールの保安に貢献すると期待されている。
石油収入が腐敗した役人に流用されるのではないかという懸念を抑えるため、アゼルバイジャンは政府基金 (State Oil Fund of the Republic of Azerbaijan, SOFAZ) を立ち上げ、天然資源による収入を将来世代のために使うものとして委任し、主要な貸し手からの支持を強め、透明性と説明性を高めることを図った。アゼルバイジャンはまた、イギリスの主導するExtractive Industries Transparency Initiative (EITI) に参加する世界初の産油国となった。

### 保安
BTCパイプラインの保安については懸念の声がある。アゼルバイジャンとアルメニアは、アゼルバイジャンのアルメニア人分離主義者が多く住むナゴルノ・カラバフ地域の地位をめぐって戦争状態にあり、そのためパイプラインはアルメニアを迂回している。パイプラインが通過するジョージアは南オセチアとアブハジアという2つの分離主義者問題を抱えており、トルコでは永きにわたる分離主義者問題を抱えるクルド人地域の端を通過する。よって破壊工作を防ぐための持続的な警備が必要である。ただし、パイプラインのほぼ全部が地中に埋められているという事実は攻撃を比較的困難なものとしている。
2008年8月6日、トルコ東部のエルズィンジャン県で大規模な爆発と発砲があり、パイプラインは停止された。クルディスタン労働者党 (PKK) がこの攻撃の犯行声明を出した。2008年8月25日にパイプラインは再開した。

### 環境
BTCパイプラインについて、環境保護の観点からいくつかの点が問題視されている。批判者はBTCパイプラインの通過地域が非常に地震の多い地域であることを指摘する。パイプラインは断層をアゼルバイジャンで3つ、ジョージアで4つ、トルコで7つ通過する。BTCパイプラインは、鉱泉や美しい自然で有名なジョージアのボルジョミ＝ハラガウリ国立公園 (Borjomi-Kharagauli National Park) の、公園内にこそ入らないものの、その流域を通過する。これは長く環境運動家の激しい反対の的となってきた。パイプラインの建設はその景観に目に見える大きな傷跡を残した。オックスフォードに拠点を置く "Baku Ceyhan Campaign" は「公共の資金がただ民間企業の利益のために社会的および環境的問題への助成金として使われるべきではなく、地域の人々の経済的および社会的発展への肯定的な貢献を条件としなくてはならない。」と主張している。ボルジョミのミネラルウォーターはジョージアの主要な輸出品であり、この地域での石油流出は地元のミネラルウォーター産業に壊滅的な打撃を与えることになる。
パイプラインは腐食から守るため、合成樹脂による保護被膜で覆われる。BTCパイプラインではポリエチレンを外層とする3層被膜が使われた。ただし、これは工場で行われるもので、現場で発生する溶接部分は保護しない。溶接部分には現場継手塗装という手法を使う。BTCパイプラインではこの塗装に不適切な材料、SPC-2888を使った。SPC-2888は液体で使用され、ポリエチレンとくっつかず、剥がれ落ちてしまう。また、寒い気候ではヒビがはいるなど、大きな欠陥があることが分かった。BPと工事請負業者はこの問題が解決されるまで、作業を中断せねばならなかった。
環境への好因子としては、過密状態にあるボスポラス海峡とダーダネルス海峡のタンカー通過量を年350隻減らすことが挙げられる。

### 人権
人権活動家はBTCパイプラインに関連して、アゼルバイジャンのアリエフ政権の人権侵害を取り上げて西側諸国の政府を非難している。チェコのドキュメンタリー作品 Zdroj は、BTCパイプラインの経路用地取得における土地収用権違反などの人権侵害を強調している。

## フィクションにおいて
BTCパイプラインはいくつかのフィクション作品で取り上げられている。ジェームズ・ボンドシリーズの『ワールド・イズ・ノット・イナフ』ではプロットの中心として取り上げられた。主要人物の一人であるエレクトラ・キングは、カスピ海からトルコの地中海沿岸までカフカースを横断する石油パイプラインの建設工事を指導している。このパイプラインこそ、わずかに設定を変えたBTCパイプラインである。
また「ゴルゴ13　オリガルヒの報復」でもこのパイプラインが関連している。